# Chablis grand cru
Pour les articles homonymes, voir Chablis.
Le chablis grand cru est un vin d'appellation d'origine contrôlée (AOC) produit à Chablis, dans le vignoble de Chablis (ou du Chablisien), dans le département de l'Yonne, en Bourgogne.
Les sept climats classés comme grands crus sont : « Blanchot », « Bougros », « Les Clos », « Grenouilles », « Les Preuses », « Valmur » et « Vaudésir ». La surface de ces sept climats comprend approximativement 100 hectares,,, variant légèrement d'une année à l'autre en fonction de la production, avec le chardonnay B comme unique cépage.
Il s'agit de l'appellation haut de gamme du vignoble de Chablis, dépassant dans la hiérarchie le chablis (comprenant plusieurs chablis premiers crus) et le petit-chablis. Le chablis grand cru représentait un peu plus de 1 % de la production du vignoble de Chablis en 2023.
L'appellation chablis grand cru peut être repliée sur (vendue sous le nom de) l'AOC chablis (dont premier cru), ou sur le petit-chablis, ou sur l'AOC coteaux-bourguignons.

## Historique
Les coteaux de la rive droite du Serein, juste en face d'actuelle ville de Chablis, portent un vignoble au moins depuis le milieu du Moyen Âge : c'est en 867 que les moines bénédictins de Saint-Martin de Tours obtiennent la villa de Chablis et le petit monastère s'y trouvant. Parmi les vignes acquises en 1118 par les cisterciens de la toute nouvelle abbaye de Pontigny, figure la parcelle de la Moutonne (sur l'actuel Vaudésir, débordant un peu sur les Preuses).
En 1816, André Jullien propose une classification des vins de Chablis : En première classe, il met le Clos, Valmur, Grenouilles, Vaudesir, Bouguereau (l'actuel Bougros) et Mont-de-Milieu (aujourd'hui un chablis premier cru) ; en deuxième classe la côte Delchet (côte de Léchet) à Milly, la Fourchaume à Maligny, une partie des côtes de Troëne (Troesmes) à Poinchy, de Vaucompin (Vaucoupin) à Chichée, de Blanchot à Fiey et de Fontenay, le Chapelot, Vauvilien, une partie de Bouguereau (Bougros), de la Preuse, Vaulovent (Vaulorent), Vossegros (Vosgros), le bas du Clos, etc. ; en troisième classe les vins d'ordinaire des villages alentours.
L'appellation « chablis grand cru » est officiellement reconnue par le décret du 13 janvier 1938, regroupant les sept « lieux-dits ou climats » que sont Vaudésir (l'adroit et l'envers), Les Preuses, Les Clos, Les Grenouilles, Bougros, Valmur (adroit et envers) et Blanchots ; les six premiers sont sur Chablis, le septième sur Fyé ; le rendement est limité à 35 hl/ha.
En 1946, le décret est modifié pour pouvoir rajouter (ou non) le nom du climat à la suite du nom de l'appellation. En 1973, les communes de Fyé, Milly, Poinchy et Chablis fusionnent. Le cahier des charges a été dernièrement modifié en octobre 2009, puis en novembre 2011 et en novembre 2024.

## Situation géographique
Le chablis grand cru est produit dans l'Yonne, sur une petite partie du vignoble de Chablis. Les sept grands crus sont regroupés sur la rive droite du Serein, sur les communes de Chablis, y compris les hameaux de Fyé et de Poinchy.

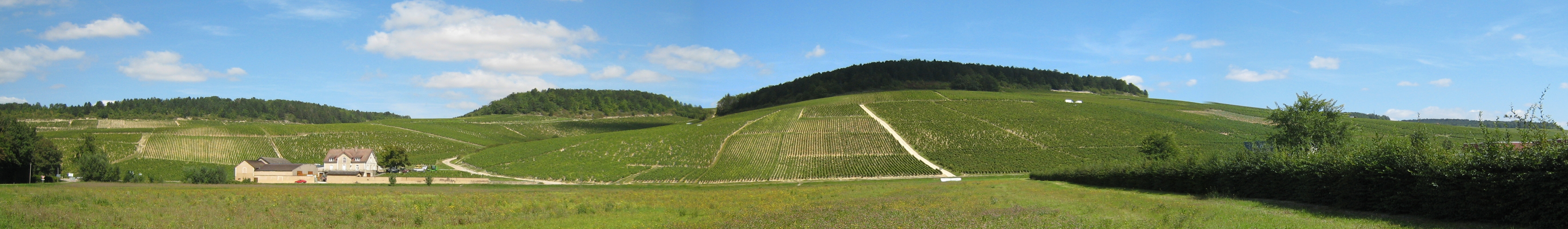
Vignoble de Chablis : le coteau portant les grands crus, avec le château Grenouilles à ses pieds.

### Orographie et géologie
Les sols bruns recouvrent une épaisse couche géologique du Jurassique supérieur (aussi appelé le Malm) qui s'étale sur tout le vignoble de Chablis : le Kimméridgien (ancien Séquanien), présent sous les grands crus sous forme de calcaire argileux contenant des fossiles d’Exogyra virgula (des huîtres minuscules). Ces grands crus sont situés entre 100 et 250 mètres d'altitude sur un coteau exposé au sud-ouest,,.

### Climatologie
Le climat chablisien est tempéré océanique avec des tendances continentales. Le gel touche ce vignoble au moment du début du printemps.

## Vignoble

### Présentation

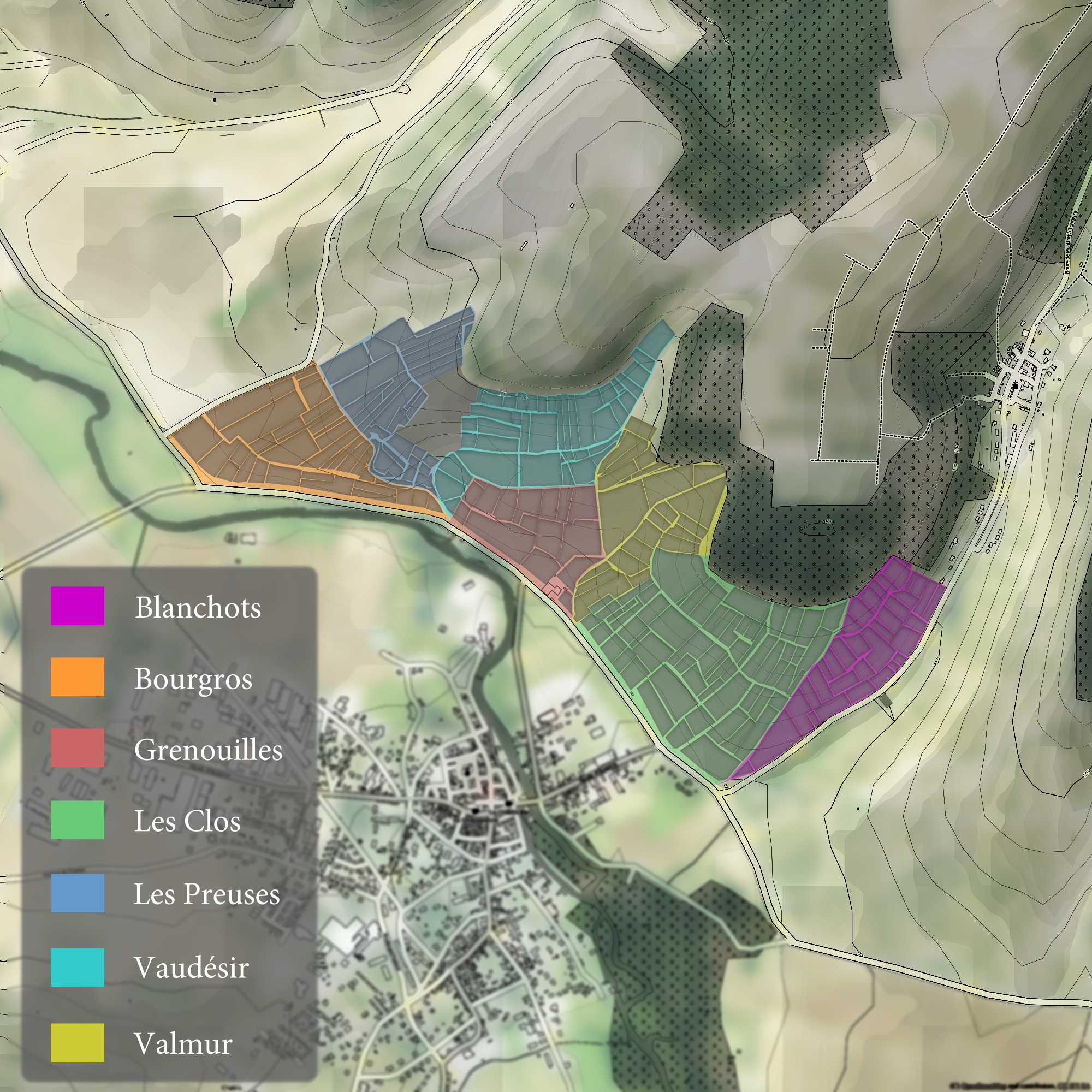
carte des sept grands crus de Chablis.

Selon le service des Douanes, la superficie revendiquée en 2023 sous l'appellation est de 97 hectares en 2023 ; elle était de 102,92 ha en 2008. Ces grands crus sont au nombre de sept, tous situés sur la commune de Chablis (les hameaux de Fyé et de Poinchy ont fusionné avec la ville en 1973) :
- « Blanchot », sur 12,51 hectares ;
- « Bougros », sur 15,12 hectares ;
- « Les Clos », sur 25,32 hectares ;
- « Grenouilles », sur 9,03 hectares ;
- « Les Preuses », sur 10,90 hectares ;
- « Valmur », sur 10,81 hectares ;
- « Vaudésir », sur 13,67 hectares.

Moutonne n'est pas reconnue comme nom de climat par les décrets d'AOC, mais les vignes de la Moutonne sont situées à 95 % sur le climat Vaudésir et à 5 % sur celui des Preuses. Monopole du Château Long-Depaquit, ce dernier commercialise la Moutonne sous l'appellation « chablis grand cru ».
Par ailleurs, une infime partie de la production est commercialisée sans dénomination de climats sous l'appellation « chablis grand cru ». La superficie ou le volume de production étant sous le seuil de confidentialité permettant au service des Douanes d'en publier les données, ces valeurs ne sont pas disponible. Cependant, le site internet « Vins de Bourgogne » publie une valeur de 2,93 ha pour l'année 2022.
Le volume de production annuel en grand cru représente 5 353 hectolitres en 2023.

### Encépagement
Le cépage exclusif de l'appellation est le chardonnay B. Ses grappes sont relativement petites, cylindriques, moins denses que celles du pinot noir N, constituées de grains irréguliers, assez petits, de couleur jaune doré. De maturation de première époque comme le pinot noir N, il s'accommode mieux d'une humidité de fin de saison avec une meilleure résistance à la pourriture s'il n'est pas en situation de forte vigueur. Il est sensible à l'oïdium et à la flavescence dorée. Il débourre un peu avant le pinot noir N, ce qui le rend également sensible aux gelées printanières. Les teneurs en sucre des baies peuvent atteindre des niveaux élevés tout en conservant une acidité importante, ce qui permet d'obtenir des vins particulièrement bien équilibrés, puissants et amples, avec beaucoup de gras et de volume.

### Méthodes culturales

#### Travail manuel
Ce travail commence par la taille, en « guyot simple », avec une baguette de cinq à huit yeux et un courson de un à trois yeux. La « taille Chablis », qui est une taille mixte en éventail, et la taille en « Cordon de Royat » sont également pratiquées. Le tirage des sarments suit la taille. Les sarments sont enlevés et peuvent être brûlés ou mis au milieu du rang pour être broyés. On passe ensuite aux « réparations ». Puis vient le pliage des baguettes. Éventuellement, après le pliage des baguettes, une plantation de nouvelles greffes est réalisée. L'ébourgeonnage peut débuter dès que la vigne a commencé à pousser. Cette méthode permet, en partie, de réguler les rendements. Le relevage est pratiqué lorsque la vigne commence à avoir bien poussé. En général, deux à trois relevages sont pratiqués. La vendange en vert est pratiquée de plus en plus dans cette appellation. Cette opération est réalisée dans le but de réguler les rendements et surtout d'augmenter la qualité des raisins restants. Pour finir avec le travail manuel à la vigne, se réalise l'étape importante des vendanges.

#### Travail mécanique
L'enjambeur est d'une aide précieuse. Les différents travaux sont : le broyage des sarments, réalisé lorsque les sarments sont tirés et mis au milieu du rang, le « trou » fait à la tarière, là où les pieds de vignes sont manquants, en vue de planter des greffes au printemps, le labourage ou « griffage », réalisé dans le but d'aérer les sols et de supprimer des mauvaises herbes, le désherbage, fait chimiquement pour tuer les mauvaises herbes, plusieurs traitements des vignes, réalisés dans le but de les protéger contre certaines maladies cryptogamiques (mildiou, oïdium, pourriture grise, etc.) et certains insectes (eudémis et cochylis), plusieurs rognages consistant à reciper ou couper les branches de vignes (rameaux) qui dépassent du système de palissage, et les vendanges mécaniques, réalisées à l'aide d'une machine à vendanger ou d'une tête de récolte montée sur un enjambeur.

### Rendements
Le rendement maximum autorisé par le cahier des charges est de 54 hectolitres par hectare (le rendement de base), pouvant monter sous condition jusqu'à 64 hl/ha (le rendement butoir).
En 2023, les rendements des différents climats étaient relativement élevés grâce à des conditions météorologiques favorables :
| Climat      | Superficie (ha) | Production (hl) | Rendement (hl/ha) |
| ----------- | --------------- | --------------- | ----------------- |
| Blanchot    | 12,51           | 652             | 52                |
| Bougros     | 15,12           | 847             | 56                |
| Grenouilles | 9,03            | 418             | 46                |
| Les Clos    | 25,32           | 1 408           | 56                |
| Preuses     | 10,90           | 633             | 58                |
| Valmur      | 10,81           | 582             | 54                |
| Vaudésir    | 13,37           | 813             | 61                |

Les données de production des années récentes, telles que publiées par les Douanes, sont les suivantes :
| Année | Superficie (ha) | Production (hl) | Rendement (hl/ha) |
| ----- | --------------- | --------------- | ----------------- |
| 2020  | 99              | 4 654           | 47                |
| 2021  | 99              | 3 434           | 35                |
| 2022  | 98              | 4 792           | 49                |
| 2023  | 97              | 5 353           | 55                |
| 2024  | 93              | 1 636           | 18                |

Le vignoble de Chablis est sensible aux aléas climatiques, ce qui explique la variabilité des rendements. Les excédents de production des années 2022 et 2023 ont d'ailleurs pu être utilisés en volume complémentaire individuel (VCI) pour compenser la faible récolte de 2024, fortement impactée par le gel d'avril et la grêle du 1er mai 2024,,.

## Vins

### Titres alcoométriques volumiques
| AOC                           | Blanc    | Blanc      |
| Titre alcoométrique volumique | minimal  | maximal    |
| Grand cru                     | 11 % vol | 13,5 % vol |

### Vinification et élevage
Voici les méthodes générales de vinification pour cette appellation. Il existe cependant des petites différences de méthode entre les différents viticulteurs, négociants et caves coopératives.

#### Vinification en blanc

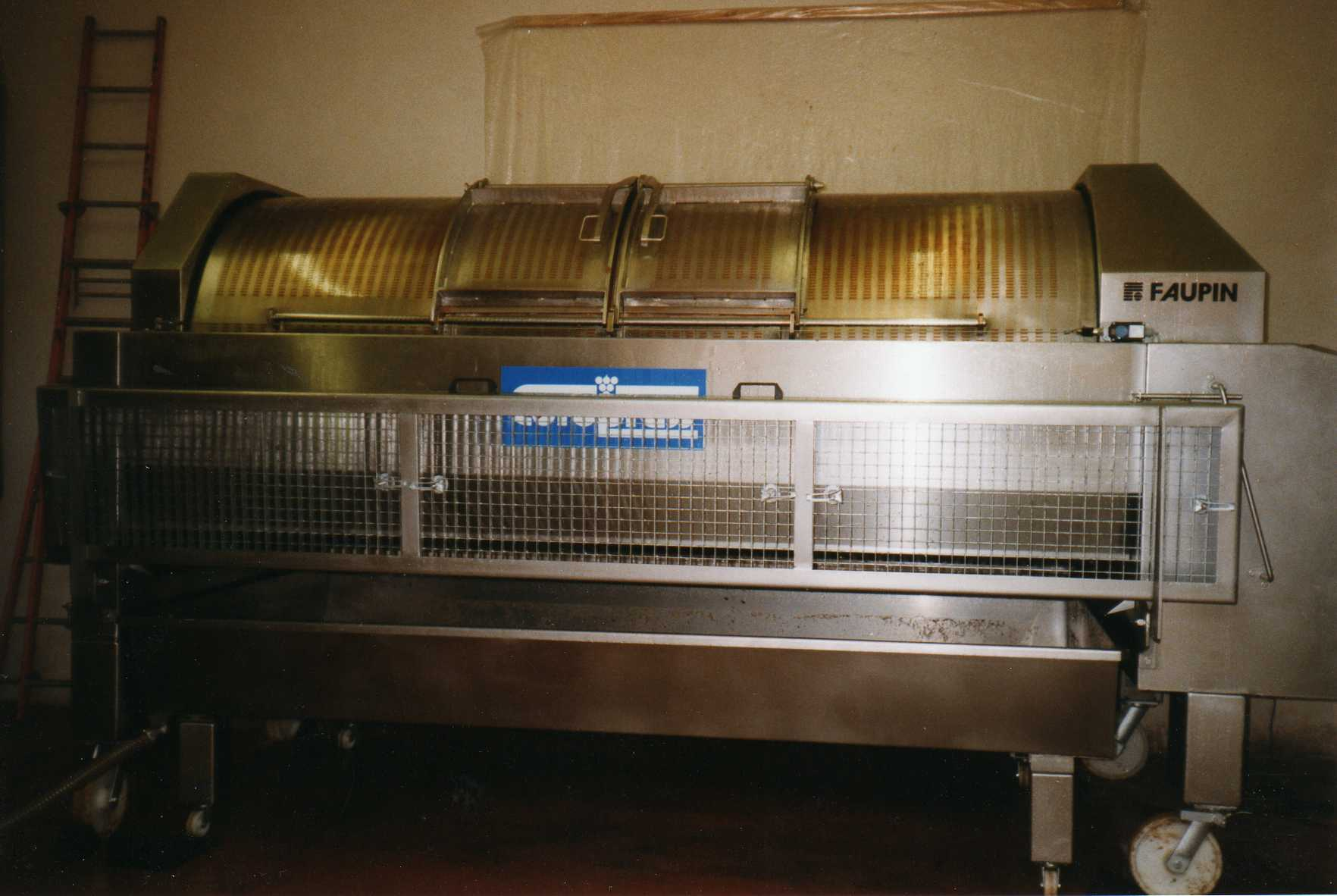
Pressoir pneumatique servant au pressurage.

La récolte est manuelle ou mécanique et peut être triée. Les raisins sont ensuite transférés dans un pressoir pour le pressurage. Une fois le moût en cuve, le débourbage est pratiqué généralement après un enzymage. À ce stade, une stabulation préfermentaire à froid (environ 10 à 12 degrés pendant plusieurs jours) peut être recherchée pour favoriser l'extraction des arômes. Mais le plus souvent, après 12 à 48 heures, le jus clair est soutiré et mis à fermenter.
La fermentation alcoolique se déroule avec un suivi tout particulier pour les températures qui doivent rester à peu près stables (18 à 24 degrés). La chaptalisation est aussi pratiquée pour augmenter le titre alcoométrique volumique si nécessaire. La fermentation malolactique est réalisée en fûts ou en cuves. Les vins sont élevés « sur lies », en fûts, dans lesquels le vinificateur réalise régulièrement un « bâtonnage », c'est-à-dire une remise en suspension des lies. Cette opération dure pendant plusieurs mois au cours de l'élevage des blancs. À la fin, la filtration du vin est pratiquée pour rendre les vins plus limpides. La mise en bouteille clôture l'opération.

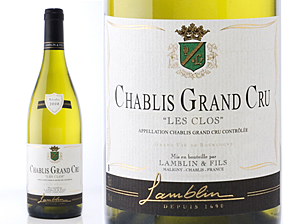
Grand cru « Les Clos ».

### Gastronomie
La robe d'un chablis grand cru est dorée, avec de légers reflets verts (l'« or vert » caractéristique du chardonnay). Le nez et la bouche sont beaucoup plus concentrés qu'avec un chablis ou un chablis premier cru, avec des arômes évoquant souvent des notes beurrés (de croissant chaud), ou de champignon (le mousseron). Selon le producteur, le vin peut être nettement marqué par la minéralité (la pierre à fusil), ou bien par des notes fruitées (de fruits secs, ou d'amande grillée) et boisées (vanillées).
Les grands crus de Chablis s'accordent bien avec du foie gras, des huîtres, du homard, de la langouste, des poissons en sauce, des viandes blanches, de la poularde à la crème… Leur durée de garde est de dix à quinze ans et ils se servent entre 12 et 14 °C.

## Économie

### Structure des exploitations
Il existe des domaines de tailles différentes. Ces domaines mettent tout ou partie de leurs propres vins en bouteille et s'occupent aussi de le vendre. Les autres, ainsi que ceux qui ne vendent pas tous leurs vins en bouteille, les vendent aux maisons de négoce.
Les caves coopératives et leurs apporteurs sont des vignerons. Ces derniers peuvent leur amener leurs récoltes, ou bien la cave coopérative vendange elle-même (machine à vendanger en général).
Les maisons de négoce achètent leurs vins, en général en vin fait (vin fini), mais parfois en raisin ou en moût. Elles achètent aux domaines et passent par un courtier en vin qui sert d'intermédiaire moyennant une commission de l'ordre de 2 % à la charge de l'acheteur.

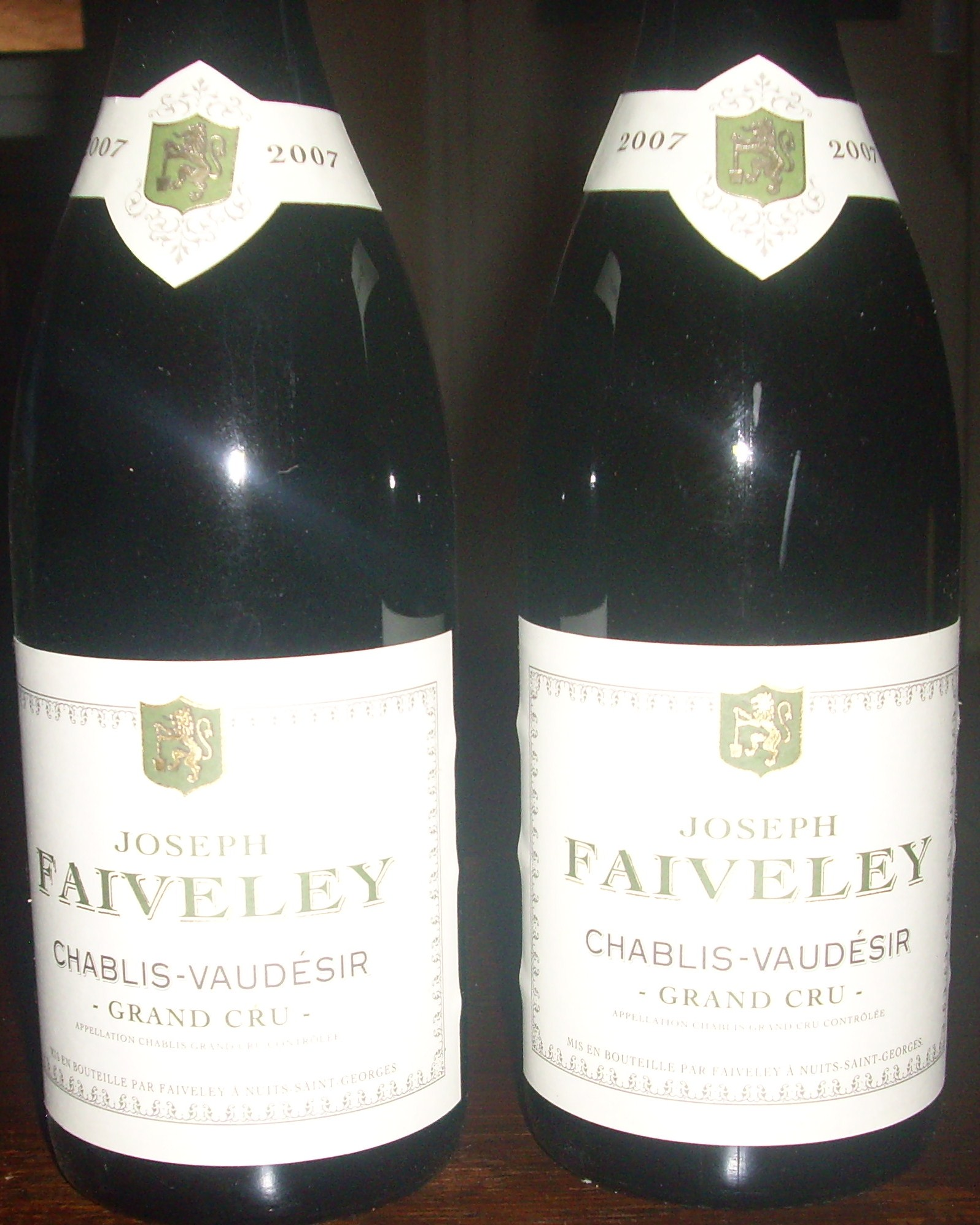
Chablis Grand cru « Vaudésir ».

### Listes des producteurs
Maison Albert Bichot, Maison Bessin Jean-Claude, Domaine Besson Alain, Samuel Billaud, Maison Bouchard Pascal, Domaine Brocard Jean-Marc, Domaine Brossolette Jean-Jacques, Cave du Connaisseur, Maison Joseph Drouhin, Caveau Laroche, Caves Defaix, Caves du Pelerin, Caves Duplessis, La Chablisienne, Maison Château Gris, Domaine Collet Jean et Fils, Domaine Dauvissat Jean et Sébastien, Domaine Dauvissat Vincent, Domaine de Perdrycourt, Maison Defaix Bernard, Domaine Defaix Daniel-Etienne, Domaine Les Temps Perdus, Domaine Dublere, Domaine François Raveneau, Domaine Gautherin Raoul et Fils, Domaine Geoffroy Alain, Maison Lamblin et fils, Domaine Long-Depaquit, Domaine Louis Michel & Fils, Lupé-Cholet, Domaine Moreau Louis, Domaine Nathalie et Gilles Fevre, Pascal Bouchard, Maison Regnard, Domaine Robin Guy et Fils, Domaine Servin, Maison Simonnet-Febvre, Domaine Testut Frères, Domaine Tremblay Gérard, Domaine Vocoret et Fils, Maison Faiveley et Domaine William Fevre.